# Europeiska inomhusmästerskapen i friidrott 1980
De elfte Europeiska inomhusmästerskapen i friidrott 1980 genomfördes i Sindelfingen i Baden-Württemberg, dåvarande Västtyskland år 1980. Östtyskland bojkottade detta mästerskap.

## Medaljörer, resultat

### Herrar

#### 60 m
- 1 Marian Woronin, Polen – 6,62
- 2 Christian Haas, Västtyskland – 6,62
- 3 Aleksandr Aksinin, Sovjetunionen – 6,63

#### 400 m
- 1 Nikolaj Tjernetskij, Sovjetunionen  – 46,29
- 2 Karel Kolár, Tjeckoslovakien  – 46,55
- 3 Remigijus Valiulis, Sovjetunionen – 46,75

#### 800 m
- 1 Roger Milhau, Frankrike  – 1.50,2
- 2 András Parócsai, Ungern – 1. 50,3
- 3 Herbert Wursthorn, Västtyskland – 1. 50,4

#### 1 500 m
- 1 Thomas Wessinghage, Västtyskland – 3.37,5
- 2 Ray Flynn, Irland – 3.38,5
- 3 Pierre Délèze, Schweiz – 3.38,9

#### 3 000 m
- 1 Karl Fleschen, Västtyskland – 7.57,5
- 2 Klaas Lok, Nederländerna – 7.57,9
- 3 Hans-Jürgen Ortmann, Västtyskland – 7.59,9
- 3 Aleksandr Fedotkin, Sovjetunionen – 7.59,9

#### Häck 60 m
- 1 Jurij Tjervanjev, Sovjetunionen  – 7,54
- 2 Romuald Giegiel, Polen – 7,73
- 3 Javier Moracho, Spanien  – 7,75

#### Stafett 4 x 400 m
- Ingen tävling

#### Höjdhopp
- 1 Dietmar Mögenburg, Västtyskland – 2,31
- 2 Jacek Wszola, Polen – 2,29
- 3 Adrian Proteasa, Rumänien – 2,29

#### Längdhopp
- 1 Winfried Klepsch, Västtyskland – 7,98
- 2 Nenad Stekić, Jugoslavien – 7,91
- 3 Stanislaw Jaskulka, Polen – 7,85

#### Stavhopp
- 1 Konstantin Volkov, Sovjetunionen  – 5,60
- 2 Vladimir Poljakov, Sovjetunionen – 5,60
- 3 Patrick Abada, Frankrike – 5,55

#### Trestegshopp
- 1 Béla Bakosi, Ungern – 16,86
- 2 Jaak Uudmäe, Sovjetunionen  – 16,51
- 3 Gennadij Kovtunov, Sovjetunionen – 16,45

#### Kulstötning
- 1 Zlatan Saracević, Jugoslavien – 20,43
- 2 Jaromír Vlk, Tjeckoslovakien – 20,19
- 3 Ivan Ivancić, Jugoslavien – 19,48

### Damer

#### 60 m
- 1 Sofka Popova, Bulgarien – 7,11
- 2 Linda Haglund, Sverige – 7,14
- 3 Ljudmila Kondratjeva, Sovjetunionen – 7,31

#### 400 m
- 1 Elke Decker, Västtyskland  – 52,28
- 2 Karoline Käfer, Österrike – 52,70
- 3 Tatjana Gojsjtjik, Sovjetunionen – 52,71

#### 800 m
- 1 Jolanta Januchta, Polen – 2.00,6
- 2 Anne-Marie Van Nuffel, Belgien – 2.00,9
- 3 Liz Barnes, Storbritannien – 2.01,5

#### 1 500 m
- 1 Tamara Koba, Sovjetunionen – 4.12,5
- 2 Anna Bukis, Polen – 4.13,1
- 3 Mary Purcell, Irland – 4.14,2

#### Häck 60 m
- 1 Zofia Bielczyk, Polen – 7,77
- 2 Grażyna Rabsztyn, Polen – 7,89
- 3 Natalja Lebedeva, Sovjetunionen – 8,04

#### Stafett 4 x 400 m
- Ingen tävling

#### Höjdhopp
- 1 Sara Simeoni, Italien – 1,95
- 2 Andrea Mátay, Ungern – 1,93
- 3 Urszula Kielan, Polen – 1,93

#### Längdhopp
- 1 Anna Wlodarczyk, Polen  – 6,74
- 2 Anke Weigt, Västtyskland  – 6,68
- 3 Sabine Everts, Västtyskland – 6,54

#### Kulstötning
- 1 Helena Fibingerová, Tjeckoslovakien – 19,92
- 2 Eva Wilms, Västtyskland – 19,66
- 3 Beatrix Philipp, Västtyskland – 17,59

## Medaljfördelning
| Medaljfördelning |                 |      |        |       |        |
| Plats            | Land            | Guld | Silver | Brons | Totalt |
| 1                | Västtyskland    | 5    | 3      | 4     | 12     |
| 2                | Polen           | 4    | 3      | 2     | 9      |
| 3                | Sovjetunionen   | 4    | 2      | 7     | 13     |
| 4                | Jugoslavien     | 1    | 2      | 1     | 4      |
| 5                | Ungern          | 1    | 2      | 0     | 3      |
| 6                | Tjeckoslovakien | 1    | 2      | 0     | 3      |
| 7                | Frankrike       | 1    | 0      | 1     | 2      |
| 8                | Bulgarien       | 1    | 0      | 0     | 1      |
|                  | Italien         | 1    | 0      | 0     | 1      |
| 10               | Irland          | 0    | 2      | 0     | 2      |
| 11               | Nederländerna   | 0    | 1      | 0     | 1      |
|                  | Belgien         | 0    | 1      | 0     | 1      |
|                  | Österrike       | 0    | 1      | 0     | 1      |
|                  | Sverige         | 0    | 1      | 0     | 1      |
| 15               | Spanien         | 0    | 0      | 1     | 1      |
|                  | Rumänien        | 0    | 0      | 1     | 1      |
|                  | Schweiz         | 0    | 0      | 1     | 1      |
|                  | Storbritannien  | 0    | 0      | 1     | 1      |